# 8801 Нуджент
(8801) 1981 EQ29 (1981 EQ29, 1976 JD8, 1995 WV4) — астероїд головного поясу, відкритий 1 березня 1981 року.
Тіссеранів параметр щодо Юпітера — 3,207.